# ترکیب تیم‌های جام ملت‌های اروپا ۱۹۸۸
فهرستی از بازیکنان تیم‌های حاضر در رقابت‌های جام ملت‌های اروپا ۱۹۸۸، که در انگلستان برگزار می‌شود، در این صفحه آمده است. مسابقات در روز ۸ ژوئن آغاز شده و پایان آن برای ۳۰ ژوئن ۱۹۸۸ خاتمه یافت.
هر تیم می‌بایست ۲۰ بازیکن که دو تا از آن‌ها دروازه‌بان هستند، تا ۱ ژوئن معرفی می‌کرد. اگر یکی از بازیکنان به شدت مجروح می‌شد، تیمش می‌توانست برای پیش‌گیری از حضور این بازیکن مصدوم در یورو، تا پیش از شروع مسابقات او را با یک بازیکن دیگر جایگزین می کرد.

## گروه A

### دانمارک
سرمربی:  سپ پیونتک
| شماره | جایگاه    | بازیکن                        | تاریخ تولد/سن            | بازی‌های ملی | باشگاه                        |
| ----- | --------- | ----------------------------- | ------------------------ | ----------- | ----------------------------- |
| 1     | دروازه‌بان | Troels Rasmussen              | ۷ آوریل ۱۹۶۱ (۲۷ سال)    | 27          | باشگاه ورزشی آرهوس            |
| 2     | مدافع     | جان سیوبک                     | ۲۵ اکتبر ۱۹۶۱ (۲۶ سال)   | 49          | باشگاه فوتبال سن-اتین         |
| 3     | مدافع     | سورن بوسک                     | ۱۰ آوریل ۱۹۵۳ (۳۵ سال)   | 59          | Wiener SC                     |
| 4     | مدافع     | مورتن اولسن(کاپیتان (فوتبال)) | ۱۴ اوت ۱۹۴۹ (۳۸ سال)     | 95          | باشگاه فوتبال کلن             |
| 5     | مدافع     | ایوان نیلسن                   | ۹ اکتبر ۱۹۵۶ (۳۱ سال)    | 42          | باشگاه فوتبال پی‌اس‌وی آیندهوون |
| 6     | هافبک     | سورن لربی                     | ۱ فوریه ۱۹۵۸ (۳۰ سال)    | 64          | باشگاه فوتبال پی‌اس‌وی آیندهوون |
| 7     | هافبک     | John Helt                     | ۲۹ دسامبر ۱۹۵۹ (۲۸ سال)  | 15          | Lyngby                        |
| 8     | هافبک     | پر فریمان                     | ۴ ژوئن ۱۹۶۲ (۲۶ سال)     | 14          | باشگاه ورزشی آرهوس            |
| 9     | مدافع     | یان هاینتزه                   | ۱۷ اوت ۱۹۶۳ (۲۴ سال)     | 5           | باشگاه فوتبال پی‌اس‌وی آیندهوون |
| 10    | مهاجم     | پربن الکیر لارسن              | ۱۱ سپتامبر ۱۹۵۷ (۳۰ سال) | 67          | باشگاه فوتبال هلاس ورونا      |
| 11    | هافبک     | میکل لادروپ                   | ۱۵ ژوئن ۱۹۶۴ (۲۳ سال)    | 43          | باشگاه فوتبال یوونتوس         |
| 12    | مدافع     | لارس اولسن                    | ۲ فوریه ۱۹۶۱ (۲۷ سال)    | 11          | باشگاه فوتبال بروندبی         |
| 13    | هافبک     | جان جنسن                      | ۳ مه ۱۹۶۵ (۲۳ سال)       | 12          | باشگاه فوتبال بروندبی         |
| 14    | هافبک     | یسپر اولسن                    | ۲۰ مارس ۱۹۶۱ (۲۷ سال)    | 40          | باشگاه فوتبال منچستر یونایتد  |
| 15    | مهاجم     | Flemming Povlsen              | ۳ دسامبر ۱۹۶۶ (۲۱ سال)   | 11          | باشگاه فوتبال کلن             |
| 16    | دروازه‌بان | پیتر اشمایکل                  | ۱۸ نوامبر ۱۹۶۳ (۲۴ سال)  | 6           | باشگاه فوتبال بروندبی         |
| 17    | هافبک     | کلاوس برگگرین                 | ۳ فوریه ۱۹۵۸ (۳۰ سال)    | 43          | باشگاه فوتبال تورینو          |
| 18    | مهاجم     | جان اریکسن (بازیکن فوتبال)    | ۲۰ نوامبر ۱۹۵۷ (۳۰ سال)  | 14          | باشگاه فوتبال سروت ۱۸۹۰       |
| 19    | مدافع     | Bjørn Kristensen              | ۱۰ اکتبر ۱۹۶۳ (۲۴ سال)   | 7           | باشگاه ورزشی آرهوس            |
| 20    | هافبک     | Kim Vilfort                   | ۱۵ نوامبر ۱۹۶۲ (۲۵ سال)  | 9           | باشگاه فوتبال بروندبی         |

### ایتالیا
سرمربی: آزلیو ویچینی
| شماره | جایگاه    | بازیکن                             | تاریخ تولد/سن           | بازی‌های ملی | باشگاه                    |
| ----- | --------- | ---------------------------------- | ----------------------- | ----------- | ------------------------- |
| 1     | دروازه‌بان | والتر زنگا                         | ۲۸ آوریل ۱۹۶۰ (۲۸ سال)  | 17          | باشگاه فوتبال اینتر میلان |
| 2     | مدافع     | فرانکو بارزی                       | ۸ مه ۱۹۶۰ (۲۸ سال)      | 21          | باشگاه فوتبال آ.ث. میلان  |
| 3     | مدافع     | جوزپه برگومی                       | ۲۲ دسامبر ۱۹۶۳ (۲۴ سال) | 46          | باشگاه فوتبال اینتر میلان |
| 4     | مدافع     | روبرتو کراورو                      | ۳ ژانویه ۱۹۶۴ (۲۴ سال)  | 0           | باشگاه فوتبال تورینو      |
| 5     | مدافع     | چرو فررارا                         | ۱۱ فوریه ۱۹۶۷ (۲۱ سال)  | 4           | باشگاه فوتبال ناپولی      |
| 6     | مدافع     | ریکاردو فرری                       | ۲۰ اوت ۱۹۶۳ (۲۴ سال)    | 12          | باشگاه فوتبال اینتر میلان |
| 7     | مدافع     | جووانی فرانچینی                    | ۳ اوت ۱۹۶۳ (۲۴ سال)     | 7           | باشگاه فوتبال ناپولی      |
| 8     | مدافع     | پائولو مالدینی                     | ۲۶ ژوئن ۱۹۶۸ (۱۹ سال)   | 3           | باشگاه فوتبال آ.ث. میلان  |
| 9     | هافبک     | کارلو آنچلوتی                      | ۱۰ ژوئن ۱۹۵۹ (۲۹ سال)   | 17          | باشگاه فوتبال آ.ث. میلان  |
| 10    | هافبک     | لوئیجی د آگوستینی                  | ۷ آوریل ۱۹۶۳ (۲۵ سال)   | 10          | باشگاه فوتبال یوونتوس     |
| 11    | هافبک     | فرناندو د ناپولی                   | ۱۵ مارس ۱۹۶۴ (۲۴ سال)   | 21          | باشگاه فوتبال ناپولی      |
| 12    | دروازه‌بان | ستفانو تاکونی                      | ۱۳ مه ۱۹۵۷ (۳۱ سال)     | 1           | باشگاه فوتبال یوونتوس     |
| 13    | هافبک     | لوکا فوسی                          | ۷ ژوئن ۱۹۶۳ (۲۵ سال)    | 1           | باشگاه فوتبال سمپدوریا    |
| 14    | هافبک     | جوزپه جانینی                       | ۲۰ اوت ۱۹۶۴ (۲۳ سال)    | 15          | باشگاه فوتبال آ.اس. رم    |
| 15    | هافبک     | فرانچسکو رومانو                    | ۲۵ آوریل ۱۹۶۰ (۲۸ سال)  | 0           | باشگاه فوتبال ناپولی      |
| 16    | مهاجم     | آلساندرو آلتوبلی(کاپیتان (فوتبال)) | ۲۸ نوامبر ۱۹۵۵ (۳۲ سال) | 57          | باشگاه فوتبال اینتر میلان |
| 17    | هافبک     | روبرتو دونادونی                    | ۹ سپتامبر ۱۹۶۳ (۲۴ سال) | 16          | باشگاه فوتبال آ.ث. میلان  |
| 18    | مهاجم     | روبرتو مانچینی                     | ۲۷ نوامبر ۱۹۶۴ (۲۳ سال) | 13          | باشگاه فوتبال سمپدوریا    |
| 19    | مهاجم     | روجیرو ریزیتلی                     | ۲ سپتامبر ۱۹۶۷ (۲۰ سال) | 2           | باشگاه فوتبال چزنا        |
| 20    | مهاجم     | جانلوکا ویالی                      | ۹ ژوئیه ۱۹۶۴ (۲۳ سال)   | 25          | باشگاه فوتبال سمپدوریا    |

### اسپانیا
سرمربی: میگل مونیوز
| شماره | جایگاه    | بازیکن                                | تاریخ تولد/سن            | بازی‌های ملی | باشگاه                        |
| ----- | --------- | ------------------------------------- | ------------------------ | ----------- | ----------------------------- |
| 1     | دروازه‌بان | آندونی زوبیزارتا                      | ۲۳ اکتبر ۱۹۶۱ (۲۶ سال)   | 115         | باشگاه فوتبال بارسلونا        |
| 2     | مدافع     | توماس رنیونس                          | ۹ اوت ۱۹۶۰ (۲۷ سال)      | 31          | باشگاه فوتبال اتلتیکو مادرید  |
| 3     | مدافع     | خوزه آنتونیو کاماچو(کاپیتان (فوتبال)) | ۸ ژوئن ۱۹۵۵ (۳۳ سال)     | 73          | باشگاه فوتبال رئال مادرید     |
| 4     | مدافع     | خنار آندرینوا                         | ۹ مه ۱۹۶۴ (۲۴ سال)       | 66          | باشگاه فوتبال اتلتیک بیلبائو  |
| 5     | هافبک     | ویکتور مونیوز                         | ۱۵ مارس ۱۹۵۷ (۳۱ سال)    | 44          | باشگاه فوتبال بارسلونا        |
| 6     | هافبک     | رامون کالدره                          | ۱۶ ژانویه ۱۹۵۹ (۲۹ سال)  | 21          | باشگاه فوتبال بارسلونا        |
| 7     | مهاجم     | خولیو سالیناس                         | ۱۱ سپتامبر ۱۹۶۲ (۲۵ سال) | 30          | باشگاه فوتبال اتلتیکو مادرید  |
| 8     | مدافع     | مانوئل سانچز                          | ۲۳ مارس ۱۹۶۵ (۲۳ سال)    | 13          | باشگاه فوتبال رئال مادرید     |
| 9     | مهاجم     | امیلیو بوتراگوئنو                     | ۲۲ ژوئیه ۱۹۶۳ (۲۴ سال)   | 19          | باشگاه فوتبال رئال مادرید     |
| 10    | مهاجم     | الوی                                  | ۱۰ ژوئیه ۱۹۶۴ (۲۳ سال)   | 32          | باشگاه فوتبال اسپورتینگ خیخون |
| 11    | مدافع     | رافائل گوردیو                         | ۲۴ فوریه ۱۹۵۷ (۳۱ سال)   | 61          | باشگاه فوتبال رئال مادرید     |
| 12    | مدافع     | دیگو رودریگز                          | ۲۰ آوریل ۱۹۶۰ (۲۸ سال)   | 1           | باشگاه فوتبال رئال بتیس       |
| 13    | دروازه‌بان | فرانسیسکو بویو                        | ۱۳ ژانویه ۱۹۵۸ (۳۰ سال)  | 2           | باشگاه فوتبال رئال مادرید     |
| 14    | هافبک     | ریکاردو گایگو                         | ۸ فوریه ۱۹۵۹ (۲۹ سال)    | 44          | باشگاه فوتبال رئال مادرید     |
| 15    | هافبک     | اوزه‌بیو ساکریستن                      | ۱۳ آوریل ۱۹۶۴ (۲۴ سال)   | 17          | باشگاه فوتبال اتلتیکو مادرید  |
| 16    | هافبک     | خوزه ماری باکرو                       | ۱۱ فوریه ۱۹۶۳ (۲۵ سال)   | 3           | باشگاه فوتبال رئال سوسیداد    |
| 17    | هافبک     | تکسیکی بگیریستین                      | ۱۲ اوت ۱۹۶۴ (۲۳ سال)     | 12          | باشگاه فوتبال رئال سوسیداد    |
| 18    | مدافع     | میگل سولر                             | ۱۳ مارس ۱۹۶۵ (۲۳ سال)    | 23          | باشگاه فوتبال اسپانیول        |
| 19    | هافبک     | رافائل مارتین باسکس                   | ۲۵ سپتامبر ۱۹۶۵ (۲۲ سال) | 3           | باشگاه فوتبال رئال مادرید     |
| 20    | هافبک     | میچل                                  | ۲۳ مارس ۱۹۶۳ (۲۵ سال)    | 1           | باشگاه فوتبال رئال مادرید     |

### آلمان غربی
سرمربی: فرانتس بکن‌باوئر
| شماره | جایگاه    | بازیکن                         | تاریخ تولد/سن           | بازی‌های ملی | باشگاه                        |
| ----- | --------- | ------------------------------ | ----------------------- | ----------- | ----------------------------- |
| 1     | دروازه‌بان | ایکه ایمل                      | ۲۷ نوامبر ۱۹۶۰ (۲۷ سال) | 15          | باشگاه فوتبال اشتوتگارت       |
| 2     | مدافع     | گیدو بوخوالد                   | ۲۴ ژانویه ۱۹۶۱ (۲۷ سال) | 18          | باشگاه فوتبال اشتوتگارت       |
| 3     | مدافع     | آندریاس برمه                   | ۹ نوامبر ۱۹۶۰ (۲۷ سال)  | 36          | باشگاه فوتبال بایرن مونیخ     |
| 4     | مدافع     | یورگن کولر                     | ۶ اکتبر ۱۹۶۵ (۲۲ سال)   | 15          | باشگاه فوتبال کلن             |
| 5     | مدافع     | ماتیاس هرگت                    | ۱۴ نوامبر ۱۹۵۵ (۳۲ سال) | 34          | باشگاه فوتبال اوردینگن ۰۵     |
| 6     | مدافع     | اولریش بورووکا                 | ۱۹ مه ۱۹۶۲ (۲۶ سال)     | 2           | باشگاه ورزشی وردر برمن        |
| 7     | هافبک     | پیر لیتبارسکی                  | ۱۶ آوریل ۱۹۶۰ (۲۸ سال)  | 53          | باشگاه فوتبال کلن             |
| 8     | هافبک     | لوتار ماتئوس(کاپیتان (فوتبال)) | ۲۱ مارس ۱۹۶۱ (۲۷ سال)   | 61          | باشگاه فوتبال بایرن مونیخ     |
| 9     | مهاجم     | رودی فولر                      | ۱۳ آوریل ۱۹۶۰ (۲۸ سال)  | 49          | باشگاه فوتبال آ.اس. رم        |
| 10    | هافبک     | اولاف تون                      | ۱ مه ۱۹۶۶ (۲۲ سال)      | 24          | باشگاه فوتبال شالکه ۰۴        |
| 11    | مهاجم     | فرانک میل                      | ۲۳ ژوئیه ۱۹۵۸ (۲۹ سال)  | 10          | باشگاه فوتبال بروسیا دورتموند |
| 12    | دروازه‌بان | بودو ایلگنر                    | ۷ آوریل ۱۹۶۷ (۲۱ سال)   | 3           | باشگاه فوتبال کلن             |
| 13    | هافبک     | ولفرام ووتکه                   | ۱۷ نوامبر ۱۹۶۱ (۲۶ سال) | 3           | باشگاه فوتبال کایزرسلاوترن    |
| 14    | مدافع     | توماس برتهولد                  | ۱۲ نوامبر ۱۹۶۴ (۲۳ سال) | 26          | باشگاه فوتبال هلاس ورونا      |
| 15    | مدافع     | هانس پفلوگلر                   | ۲۷ مارس ۱۹۶۰ (۲۸ سال)   | 6           | باشگاه فوتبال بایرن مونیخ     |
| 16    | مهاجم     | دیتر اکشتاین                   | ۱۲ مارس ۱۹۶۴ (۲۴ سال)   | 5           | باشگاه فوتبال نورنبرگ         |
| 17    | هافبک     | هانس دورفنر                    | ۳ ژوئیه ۱۹۶۵ (۲۲ سال)   | 5           | باشگاه فوتبال بایرن مونیخ     |
| 18    | مهاجم     | یورگن کلینزمن                  | ۳۰ ژوئیه ۱۹۶۴ (۲۳ سال)  | 5           | باشگاه فوتبال اشتوتگارت       |
| 19    | مدافع     | Gunnar Sauer                   | ۱۱ ژوئن ۱۹۶۴ (۲۳ سال)   | 0           | باشگاه ورزشی وردر برمن        |
| 20    | هافبک     | ولفگانگ رولف                   | ۲۶ دسامبر ۱۹۵۹ (۲۸ سال) | 31          | باشگاه فوتبال بایر ۰۴ لورکوزن |

## گروه B

### انگلستان
سرمربی: بابی رابسون
| شماره | جایگاه    | بازیکن                          | تاریخ تولد/سن            | بازی‌های ملی | باشگاه                        |
| ----- | --------- | ------------------------------- | ------------------------ | ----------- | ----------------------------- |
| 1     | دروازه‌بان | پیتر شیلتون                     | ۱۸ سپتامبر ۱۹۴۹ (۳۸ سال) | 98          | باشگاه فوتبال دربی کانتی      |
| 2     | مدافع     | گری استیونز                     | ۲۷ مارس ۱۹۶۳ (۲۵ سال)    | 23          | باشگاه فوتبال اورتون          |
| 3     | مدافع     | کنی سنسوم                       | ۲۶ سپتامبر ۱۹۵۸ (۲۹ سال) | 83          | باشگاه فوتبال آرسنال          |
| 4     | هافبک     | نیل وب                          | ۳۰ ژوئیه ۱۹۶۳ (۲۴ سال)   | 7           | باشگاه فوتبال ناتینگهام فارست |
| 5     | مدافع     | دیو واتسون                      | ۲۰ نوامبر ۱۹۶۱ (۲۶ سال)  | 11          | باشگاه فوتبال اورتون          |
| 6     | مدافع     | تونی آدامز                      | ۱۰ اکتبر ۱۹۶۶ (۲۱ سال)   | 11          | باشگاه فوتبال آرسنال          |
| 7     | هافبک     | برایان رابسون(کاپیتان (فوتبال)) | ۱۱ ژانویه ۱۹۵۷ (۳۱ سال)  | 66          | باشگاه فوتبال منچستر یونایتد  |
| 8     | هافبک     | ترور استیون                     | ۲۱ سپتامبر ۱۹۶۳ (۲۴ سال) | 23          | باشگاه فوتبال اورتون          |
| 9     | مهاجم     | پیتر بیردزلی                    | ۱۸ ژانویه ۱۹۶۱ (۲۷ سال)  | 24          | باشگاه فوتبال لیورپول         |
| 10    | مهاجم     | گری لینکر                       | ۳۰ نوامبر ۱۹۶۰ (۲۷ سال)  | 32          | باشگاه فوتبال بارسلونا        |
| 11    | هافبک     | جان بارنز                       | ۷ نوامبر ۱۹۶۳ (۲۴ سال)   | 39          | باشگاه فوتبال لیورپول         |
| 12    | هافبک     | کریس وادل                       | ۱۴ دسامبر ۱۹۶۰ (۲۷ سال)  | 34          | باشگاه فوتبال تاتنهام هاتسپر  |
| 13    | دروازه‌بان | کریس وودز                       | ۱۴ نوامبر ۱۹۵۹ (۲۸ سال)  | 12          | باشگاه فوتبال رنجرز           |
| 14    | مدافع     | ویو اندرسون                     | ۲۹ ژوئیه ۱۹۵۶ (۳۱ سال)   | 30          | باشگاه فوتبال منچستر یونایتد  |
| 15    | هافبک     | استیو مک‌مهن                     | ۲۰ اوت ۱۹۶۱ (۲۶ سال)     | 3           | باشگاه فوتبال لیورپول         |
| 16    | هافبک     | پیتر رید                        | ۲۰ ژوئن ۱۹۵۶ (۳۱ سال)    | 13          | باشگاه فوتبال اورتون          |
| 17    | هافبک     | گلن هادل                        | ۲۷ اکتبر ۱۹۵۷ (۳۰ سال)   | 50          | باشگاه فوتبال موناکو          |
| 18    | مهاجم     | مارک هاتلی                      | ۷ نوامبر ۱۹۶۱ (۲۶ سال)   | 28          | باشگاه فوتبال موناکو          |
| 19    | مدافع     | مارک رایت                       | ۱ اوت ۱۹۶۳ (۲۴ سال)      | 20          | باشگاه فوتبال دربی کانتی      |
| 20    | مدافع     | تونی دوریگو                     | ۳۱ دسامبر ۱۹۶۵ (۲۲ سال)  | 0           | باشگاه فوتبال چلسی            |

### هلند
سرمربی: رینوس میشل
| شماره | جایگاه    | بازیکن                      | تاریخ تولد/سن            | بازی‌های ملی | باشگاه                         |
| ----- | --------- | --------------------------- | ------------------------ | ----------- | ------------------------------ |
| 1     | دروازه‌بان | هانس فان بروکلن             | ۴ اکتبر ۱۹۵۶ (۳۱ سال)    | 35          | باشگاه فوتبال پی‌اس‌وی آیندهوون  |
| 2     | مدافع     | آدری فان تیگلن              | ۱۶ ژوئن ۱۹۵۷ (۳۰ سال)    | 24          | باشگاه فوتبال اندرلشت          |
| 3     | مدافع     | سیاک تروست                  | ۲۸ اوت ۱۹۵۹ (۲۸ سال)     | 3           | باشگاه فوتبال فاینورد          |
| 4     | مدافع     | رونالد کومان                | ۲۱ مارس ۱۹۶۳ (۲۵ سال)    | 23          | باشگاه فوتبال پی‌اس‌وی آیندهوون  |
| 5     | هافبک     | آرون وینتر                  | ۱ مارس ۱۹۶۷ (۲۱ سال)     | 6           | باشگاه فوتبال آژاکس آمستردام   |
| 6     | مدافع     | بری فن آئرله                | ۸ دسامبر ۱۹۶۲ (۲۵ سال)   | 6           | باشگاه فوتبال پی‌اس‌وی آیندهوون  |
| 7     | هافبک     | جرالد فاننبورگ              | ۵ مارس ۱۹۶۴ (۲۴ سال)     | 22          | باشگاه فوتبال پی‌اس‌وی آیندهوون  |
| 8     | هافبک     | آرنولد مورن                 | ۲ مه ۱۹۵۱ (۳۷ سال)       | 18          | باشگاه فوتبال آژاکس آمستردام   |
| 9     | مهاجم     | جون بوسمان                  | ۱ فوریه ۱۹۶۵ (۲۳ سال)    | 12          | باشگاه فوتبال آژاکس آمستردام   |
| 10    | مهاجم     | رود گولیت(کاپیتان (فوتبال)) | ۱ سپتامبر ۱۹۶۲ (۲۵ سال)  | 34          | باشگاه فوتبال آ.ث. میلان       |
| 11    | هافبک     | یان فن ت شیپ                | ۳۰ دسامبر ۱۹۶۳ (۲۴ سال)  | 16          | باشگاه فوتبال آژاکس آمستردام   |
| 12    | مهاجم     | مارکو فان باستن             | ۳۱ اکتبر ۱۹۶۴ (۲۳ سال)   | 19          | باشگاه فوتبال آ.ث. میلان       |
| 13    | هافبک     | اروین کومان                 | ۲۰ سپتامبر ۱۹۶۱ (۲۶ سال) | 10          | باشگاه فوتبال مشلان            |
| 14    | مهاجم     | ویم کیفت                    | ۱۲ نوامبر ۱۹۶۲ (۲۵ سال)  | 15          | باشگاه فوتبال پی‌اس‌وی آیندهوون  |
| 15    | مدافع     | ویم کوورمنز                 | ۲۸ ژوئن ۱۹۶۰ (۲۷ سال)    | 1           | باشگاه فوتبال فورتونا سیتارد   |
| 16    | دروازه‌بان | یوپ هیله                    | ۲۵ دسامبر ۱۹۵۸ (۲۹ سال)  | 4           | باشگاه فوتبال فاینورد          |
| 17    | مدافع     | فرانک ریکارد                | ۳۰ سپتامبر ۱۹۶۲ (۲۵ سال) | 26          | باشگاه فوتبال رئال ساراگوسا    |
| 18    | مدافع     | ویلبرت سوورین               | ۲۶ اکتبر ۱۹۶۲ (۲۵ سال)   | 6           | باشگاه فوتبال رودا جی‌سی کرکراد |
| 19    | هافبک     | هنری کروزن                  | ۲۴ نوامبر ۱۹۶۴ (۲۳ سال)  | 3           | Den Bosch                      |
| 20    | هافبک     | یان ووترس                   | ۱۷ ژوئیه ۱۹۶۰ (۲۷ سال)   | 14          | باشگاه فوتبال آژاکس آمستردام   |

### جمهوری ایرلند
سرمربی:  جک چارلتون
| شماره | جایگاه    | بازیکن                              | تاریخ تولد/سن            | بازی‌های ملی | باشگاه                        |
| ----- | --------- | ----------------------------------- | ------------------------ | ----------- | ----------------------------- |
| 1     | دروازه‌بان | Packie Bonner                       | ۲۴ مه ۱۹۶۰ (۲۸ سال)      | 23          | باشگاه فوتبال سلتیک           |
| 2     | مدافع     | کریس موریس (بازیکن فوتبال)          | ۲۴ دسامبر ۱۹۶۳ (۲۴ سال)  | 5           | باشگاه فوتبال سلتیک           |
| 3     | مدافع     | کریس هیوتون                         | ۱۱ دسامبر ۱۹۵۸ (۲۹ سال)  | 36          | باشگاه فوتبال تاتنهام هاتسپر  |
| 4     | مدافع     | میک مک‌کارتی                         | ۷ فوریه ۱۹۵۹ (۲۹ سال)    | 27          | باشگاه فوتبال سلتیک           |
| 5     | مدافع     | کوین مورن (بازیکن فوتبال)           | ۲۹ آوریل ۱۹۵۶ (۳۲ سال)   | 36          | باشگاه فوتبال منچستر یونایتد  |
| 6     | هافبک     | رونی ویلن                           | ۲۵ سپتامبر ۱۹۶۱ (۲۶ سال) | 26          | باشگاه فوتبال لیورپول         |
| 7     | هافبک     | پل مک‌گرت                            | ۴ دسامبر ۱۹۵۹ (۲۸ سال)   | 23          | باشگاه فوتبال منچستر یونایتد  |
| 8     | هافبک     | ری هاتون                            | ۹ ژانویه ۱۹۶۲ (۲۶ سال)   | 15          | باشگاه فوتبال لیورپول         |
| 9     | مهاجم     | جان الدریج                          | ۱۸ سپتامبر ۱۹۵۸ (۲۹ سال) | 15          | باشگاه فوتبال لیورپول         |
| 10    | مهاجم     | فرانک استپلتون(کاپیتان (فوتبال))    | ۱۰ ژوئیه ۱۹۵۶ (۳۱ سال)   | 63          | باشگاه فوتبال دربی کانتی      |
| 11    | هافبک     | Tony Galvin                         | ۱۲ ژوئیه ۱۹۵۶ (۳۱ سال)   | 24          | باشگاه فوتبال شفیلد ونزدی     |
| 12    | مهاجم     | تونی کاسکارینو                      | ۱ سپتامبر ۱۹۶۲ (۲۵ سال)  | 5           | باشگاه فوتبال میلوال          |
| 13    | هافبک     | Liam O'Brien                        | ۵ سپتامبر ۱۹۶۴ (۲۳ سال)  | 6           | باشگاه فوتبال منچستر یونایتد  |
| 14    | مهاجم     | دیوید کلی (بازیکن فوتبال)           | ۲۵ نوامبر ۱۹۶۵ (۲۲ سال)  | 3           | باشگاه فوتبال والسال          |
| 15    | هافبک     | کوین شیدی                           | ۲۱ اکتبر ۱۹۵۹ (۲۸ سال)   | 13          | باشگاه فوتبال اورتون          |
| 16    | دروازه‌بان | جری پیتون                           | ۲۰ مه ۱۹۵۶ (۳۲ سال)      | 24          | باشگاه فوتبال ای‌اف‌سی بورنموث  |
| 17    | مهاجم     | جان بیرن (بازیکن فوتبال، زاده ۱۹۶۱) | ۱ فوریه ۱۹۶۱ (۲۷ سال)    | 14          | باشگاه فوتبال لو آور          |
| 18    | مهاجم     | جان شریدن (بازیکن فوتبال)           | ۱ اکتبر ۱۹۶۴ (۲۳ سال)    | 4           | باشگاه فوتبال لیدز یونایتد    |
| 19    | مدافع     | John Anderson                       | ۷ اکتبر ۱۹۵۹ (۲۸ سال)    | 15          | باشگاه فوتبال نیوکاسل یونایتد |
| 20    | مهاجم     | نیال کویین                          | ۶ اکتبر ۱۹۶۶ (۲۱ سال)    | 9           | باشگاه فوتبال آرسنال          |

### شوروی
سرمربی: والری لوبانوفسکی
| شماره | جایگاه    | بازیکن                         | تاریخ تولد/سن            | بازی‌های ملی | باشگاه                         |
| ----- | --------- | ------------------------------ | ------------------------ | ----------- | ------------------------------ |
| 1     | دروازه‌بان | رینات داسایف(کاپیتان (فوتبال)) | ۱۳ ژوئن ۱۹۵۷ (۳۰ سال)    | 77          | باشگاه فوتبال اسپارتاک مسکو    |
| 2     | مدافع     | وولودیمیر بسونوف               | ۵ مارس ۱۹۵۸ (۳۰ سال)     | 67          | باشگاه فوتبال دینامو کی‌یف      |
| 3     | مدافع     | واگیز خیدیاتولین               | ۳ مارس ۱۹۵۹ (۲۹ سال)     | 42          | باشگاه فوتبال اسپارتاک مسکو    |
| 4     | مدافع     | Oleg Kuznetsov                 | ۲۲ مارس ۱۹۶۳ (۲۵ سال)    | 26          | باشگاه فوتبال دینامو کی‌یف      |
| 5     | مدافع     | Anatoliy Demyanenko            | ۱۹ فوریه ۱۹۵۹ (۲۹ سال)   | 65          | باشگاه فوتبال دینامو کی‌یف      |
| 6     | هافبک     | Vasiliy Rats                   | ۲۵ آوریل ۱۹۶۱ (۲۷ سال)   | 23          | باشگاه فوتبال دینامو کی‌یف      |
| 7     | هافبک     | سرگی آلینیکوف                  | ۷ نوامبر ۱۹۶۱ (۲۶ سال)   | 41          | باشگاه فوتبال دینامو مینسک     |
| 8     | هافبک     | Gennadiy Litovchenko           | ۱۱ سپتامبر ۱۹۶۳ (۲۴ سال) | 32          | باشگاه فوتبال دینامو کی‌یف      |
| 9     | هافبک     | Aleksandr Zavarov              | ۲۶ آوریل ۱۹۶۱ (۲۷ سال)   | 23          | باشگاه فوتبال دینامو کی‌یف      |
| 10    | مهاجم     | اولگ پراتاسوف                  | ۴ فوریه ۱۹۶۴ (۲۴ سال)    | 35          | باشگاه فوتبال دینامو کی‌یف      |
| 11    | مهاجم     | ایگور بلانوف                   | ۲۵ سپتامبر ۱۹۶۰ (۲۷ سال) | 22          | باشگاه فوتبال دینامو کی‌یف      |
| 12    | مدافع     | Ivan Vyshnevskyi               | ۲۱ فوریه ۱۹۵۷ (۳۱ سال)   | 6           | باشگاه فوتبال دنیپرو           |
| 13    | مدافع     | Tengiz Sulakvelidze            | ۲۳ ژوئیه ۱۹۵۶ (۳۱ سال)   | 47          | باشگاه فوتبال دینامو تفلیس     |
| 14    | مدافع     | Vyacheslav Sukristov           | ۱ ژانویه ۱۹۶۱ (۲۷ سال)   | 3           | باشگاه فوتبال ژالگیریس         |
| 15    | هافبک     | الکسی میخایلیچنکو              | ۳۰ مارس ۱۹۶۳ (۲۵ سال)    | 7           | باشگاه فوتبال دینامو کی‌یف      |
| 16    | دروازه‌بان | Viktor Chanov                  | ۲۱ ژوئیه ۱۹۵۹ (۲۸ سال)   | 7           | باشگاه فوتبال دینامو کی‌یف      |
| 17    | مهاجم     | Sergey Dmitriyev               | ۱۹ مارس ۱۹۶۴ (۲۴ سال)    | 6           | باشگاه فوتبال زنیت سن پترزبورگ |
| 18    | هافبک     | سرگئی گوتسمانوف                | ۲۷ مارس ۱۹۵۹ (۲۹ سال)    | 25          | باشگاه فوتبال دینامو مینسک     |
| 19    | مدافع     | Sergei Baltacha                | ۱۷ فوریه ۱۹۵۸ (۳۰ سال)   | 44          | باشگاه فوتبال دینامو کی‌یف      |
| 20    | هافبک     | Viktor Pasulko                 | ۱ ژانویه ۱۹۶۱ (۲۷ سال)   | 6           | باشگاه فوتبال اسپارتاک مسکو    |